# Danse avec épée

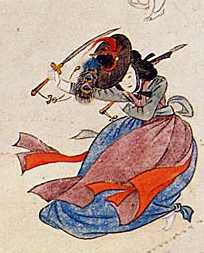
Détail d'une peinture coréenne du début du XIXe siècle intitulée Ssanggeom daemu (雙劍對舞) par Hyewon, représentant une kisaeng exécutant le geommu

La danse avec épée est une forme de danse martiale traditionnelle avec épée, connue sous diverses formes (danses collectives ou d'un soliste, simulacres de lutte, etc.) dans de nombreux pays.

## Afrique

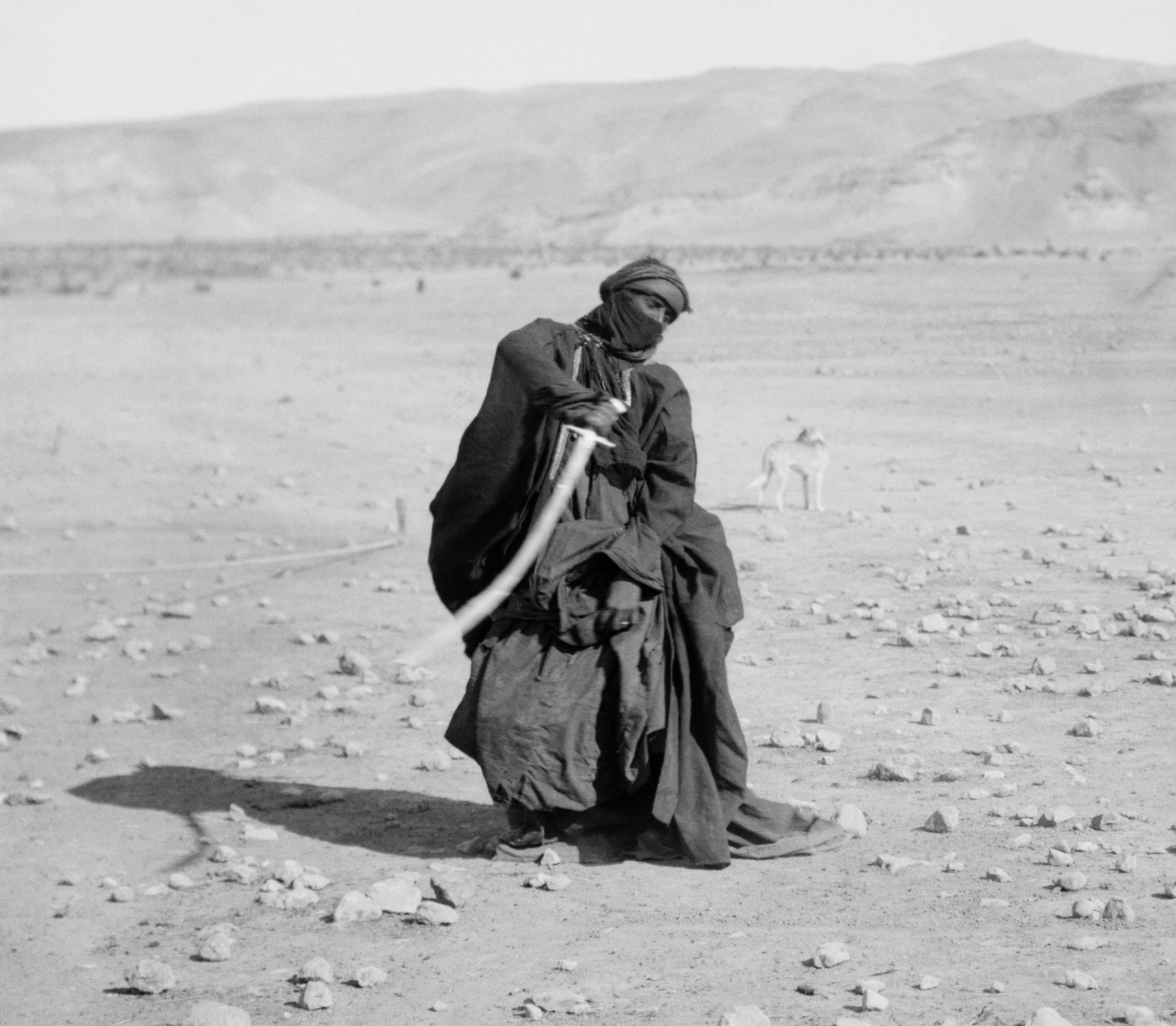
Un Bédouin dansant avec une épée

## Amérique du Sud

### Pérou

Danza de las tijeras
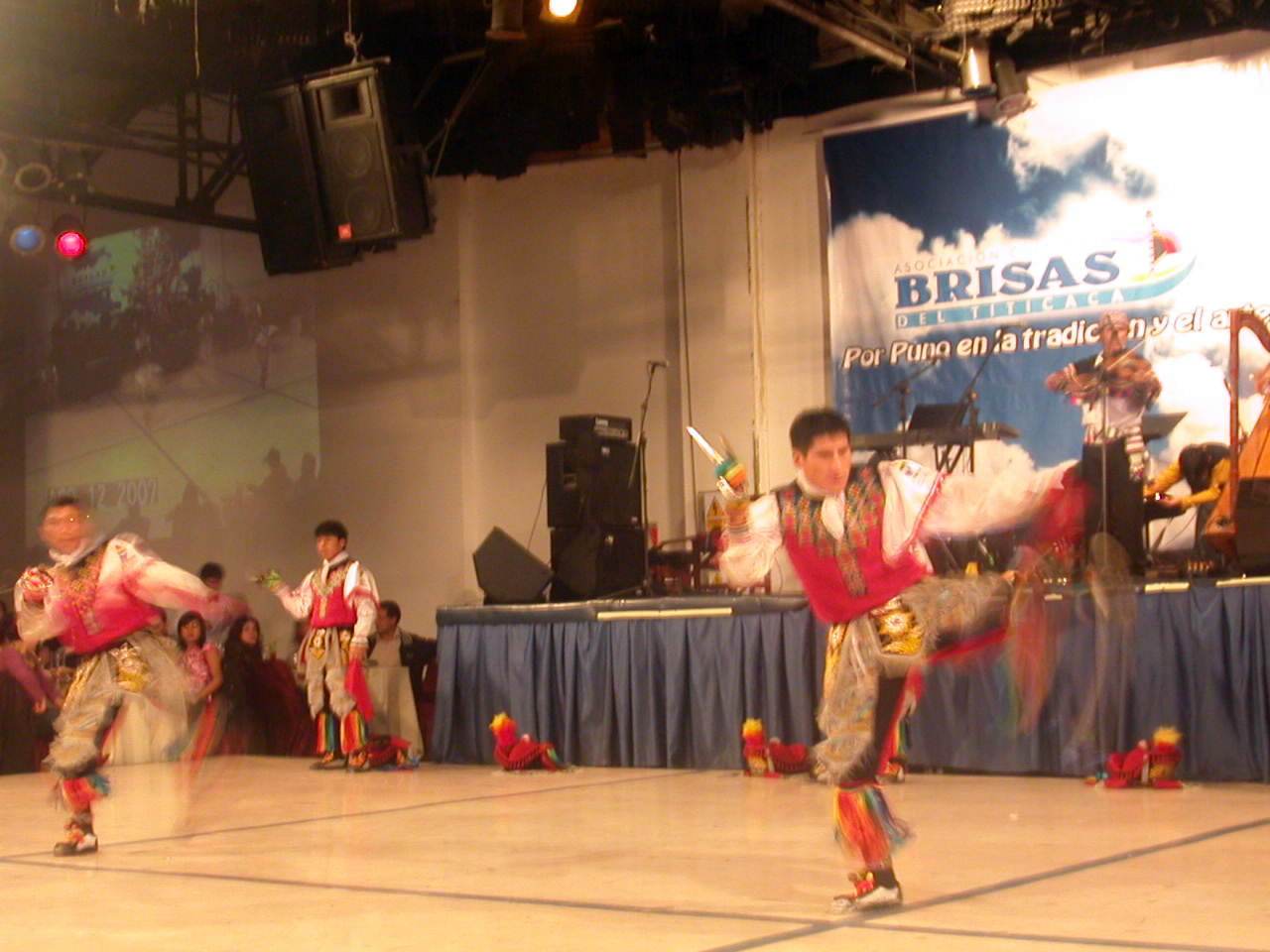

- Danza de las tijeras

## Asie

### Chine

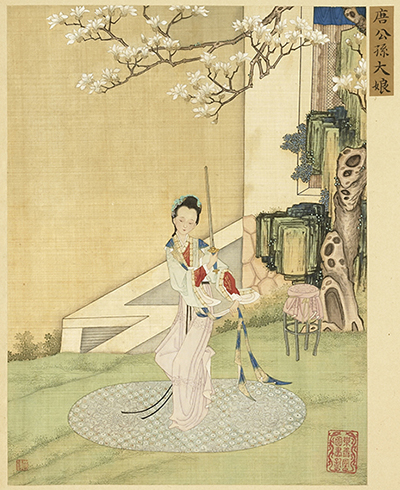
Dame Gongsun de la dynastie Tang, connue pour son élégante danse de l'épée, représentée dans Rassembler les joyaux de la beauté (畫麗珠萃秀).

### Corée

Geommu
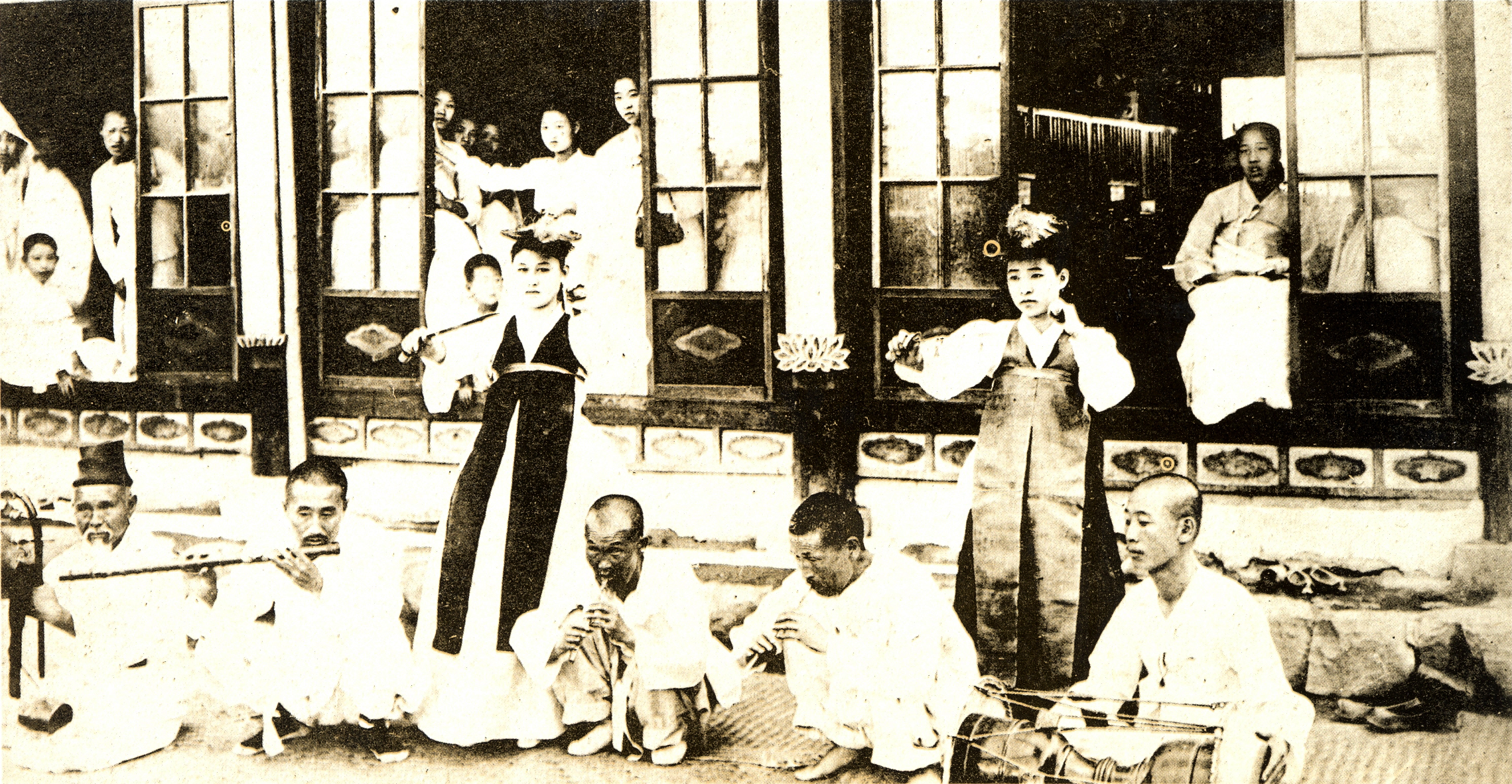
Kisaengs se préparant au geommu
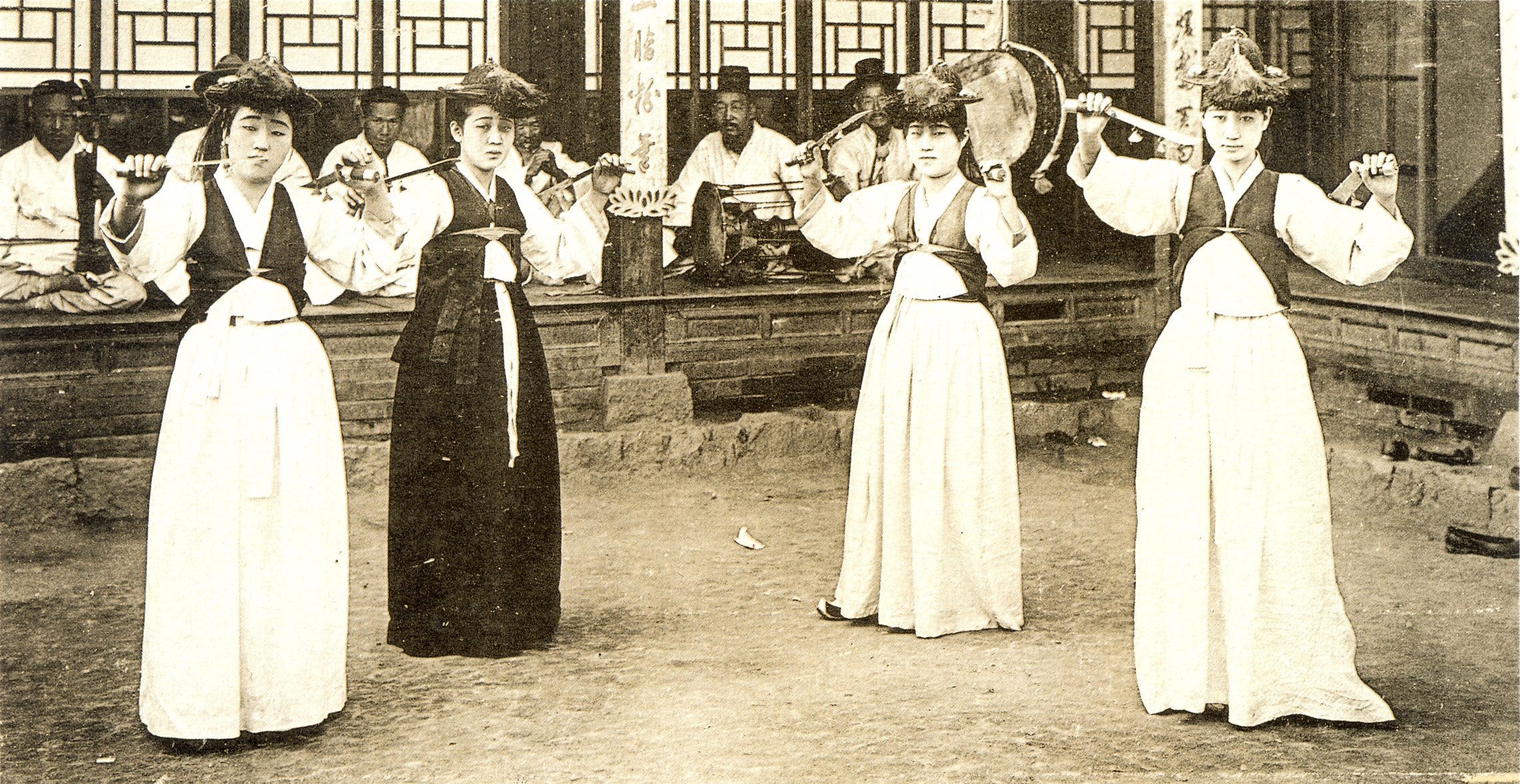
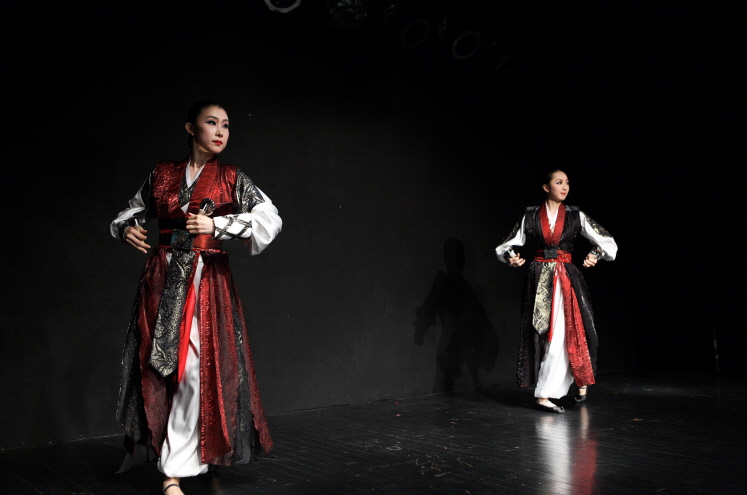
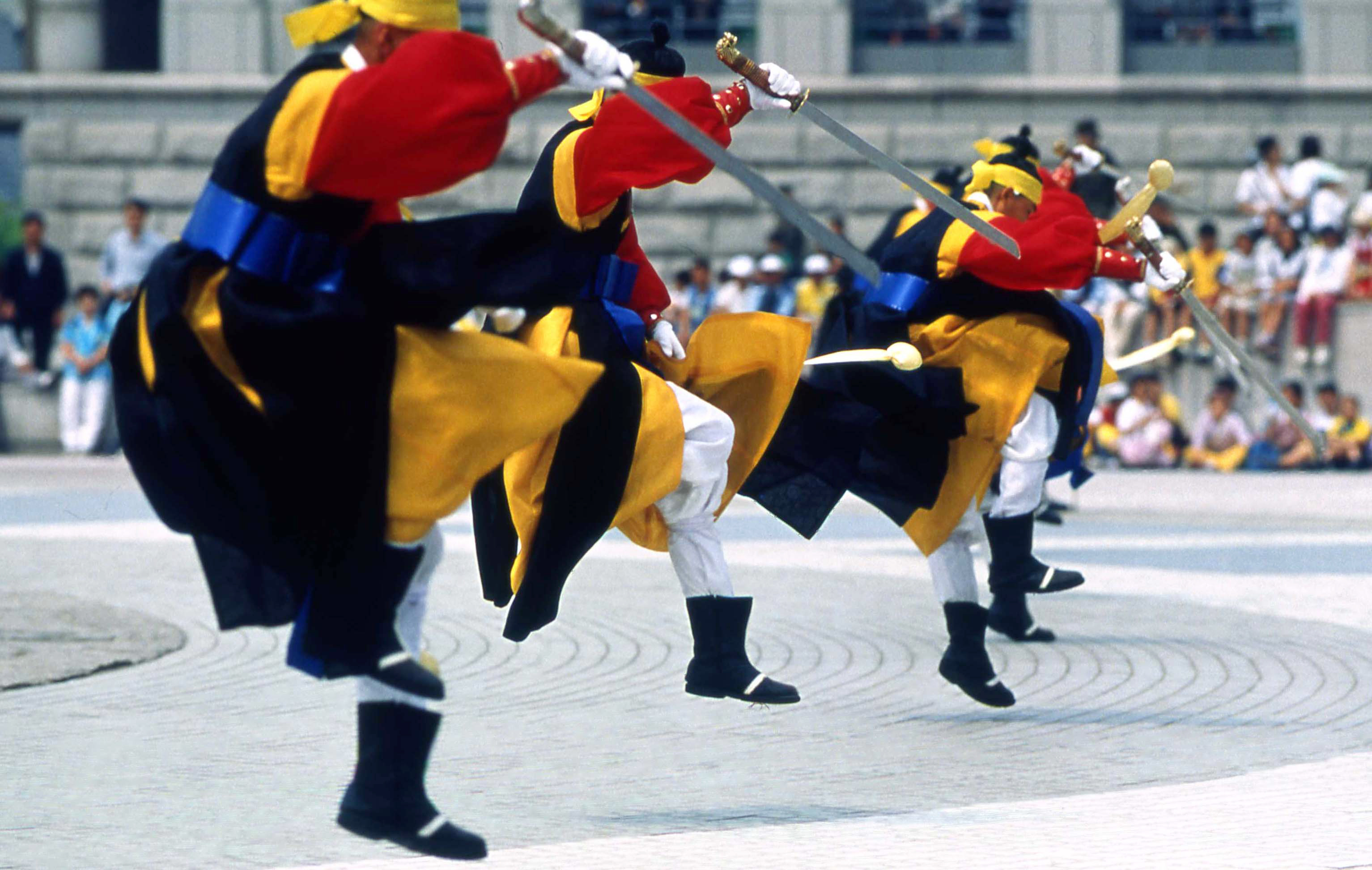

- Geommu
- Kisaengs se préparant au geommu

### Inde
- Chholiya
- Gatka

### Pakistan
- Khattak dance

### Turquie
- Kılıçkalkan (tr)

Kılıçkalkan
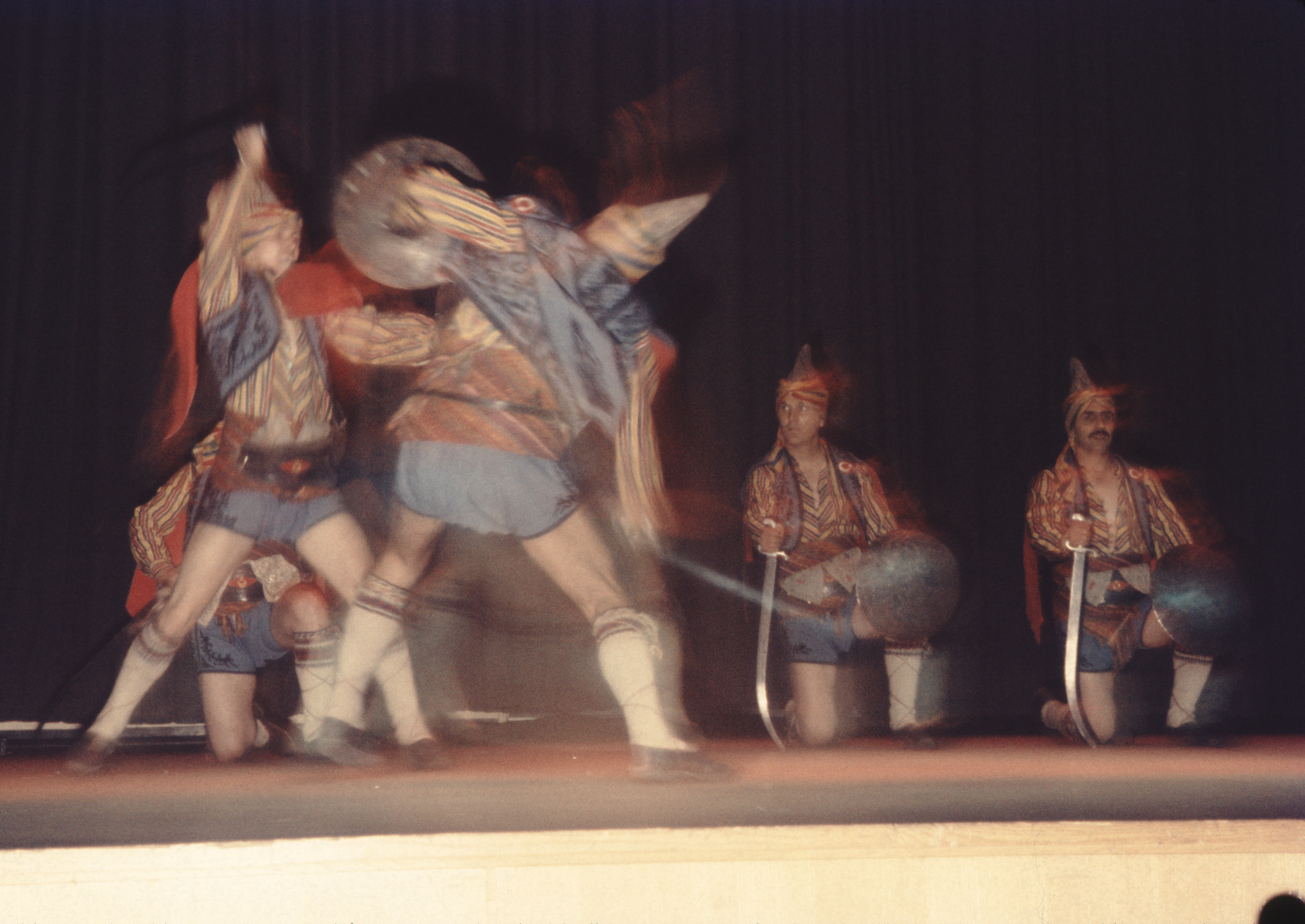

## Europe

### Albanie
- Rugova (sword dance) (en)

### Allemagne
- Messertanz (de)

### Angleterre

Rapper sword
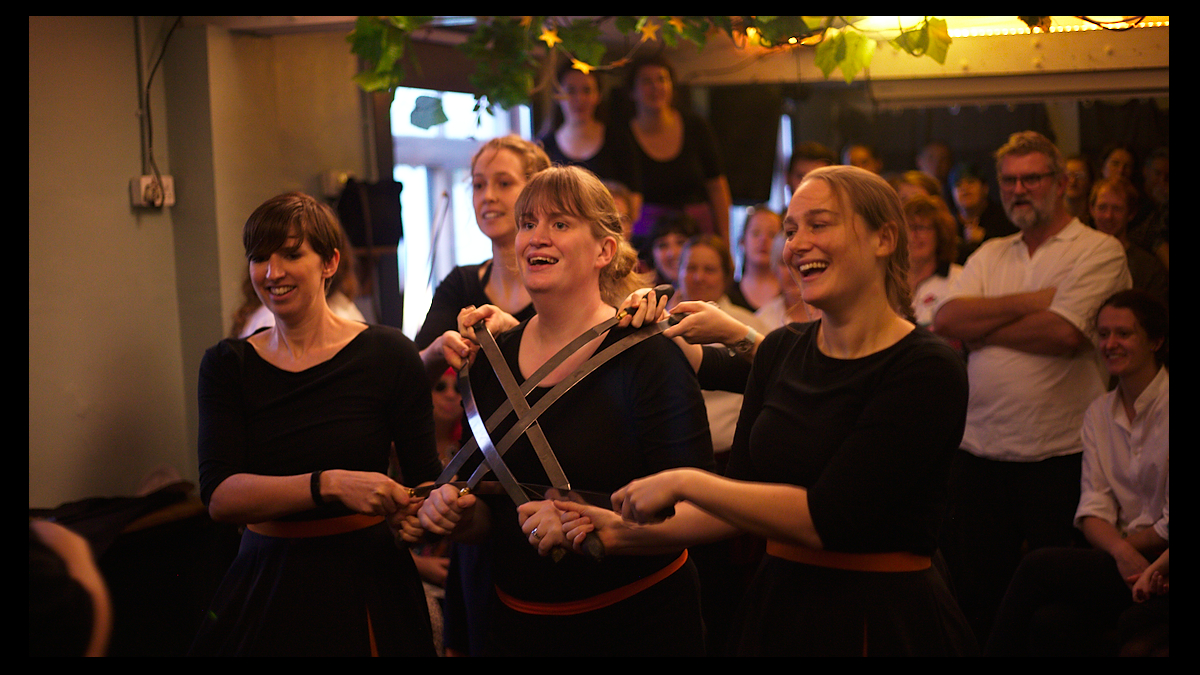
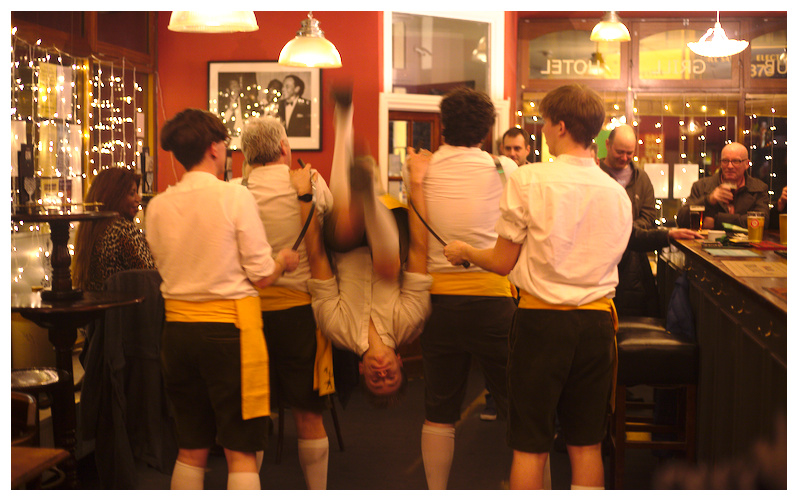

- Long Sword dance
- Rapper sword

- Rapper sword

### Croatie
- Moreška (en)

### Écosse
- Danses avec épée écossaises (en)

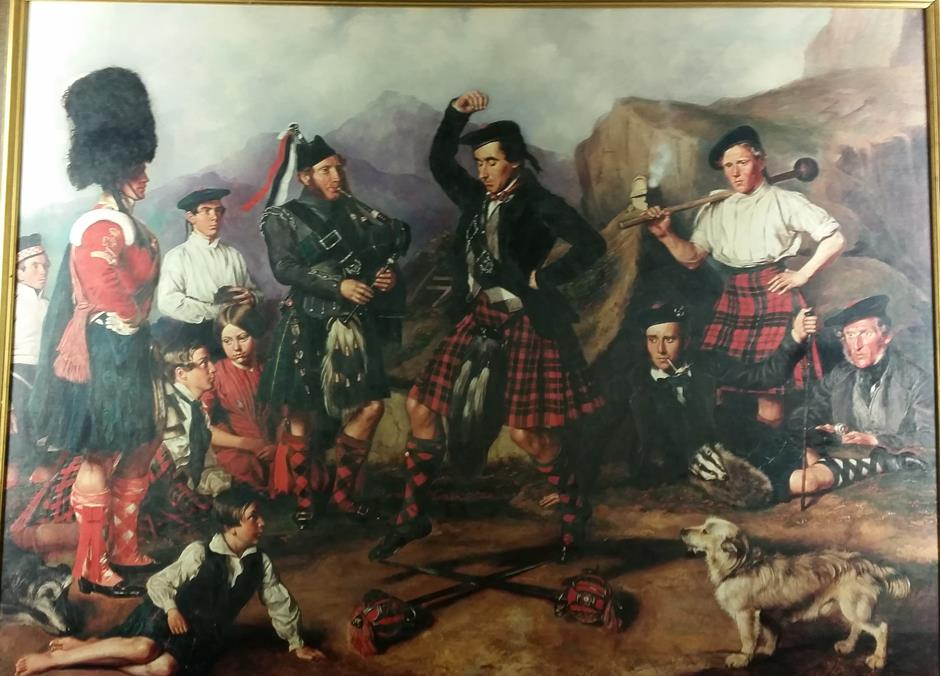

### Espagne

Guipúzcoa
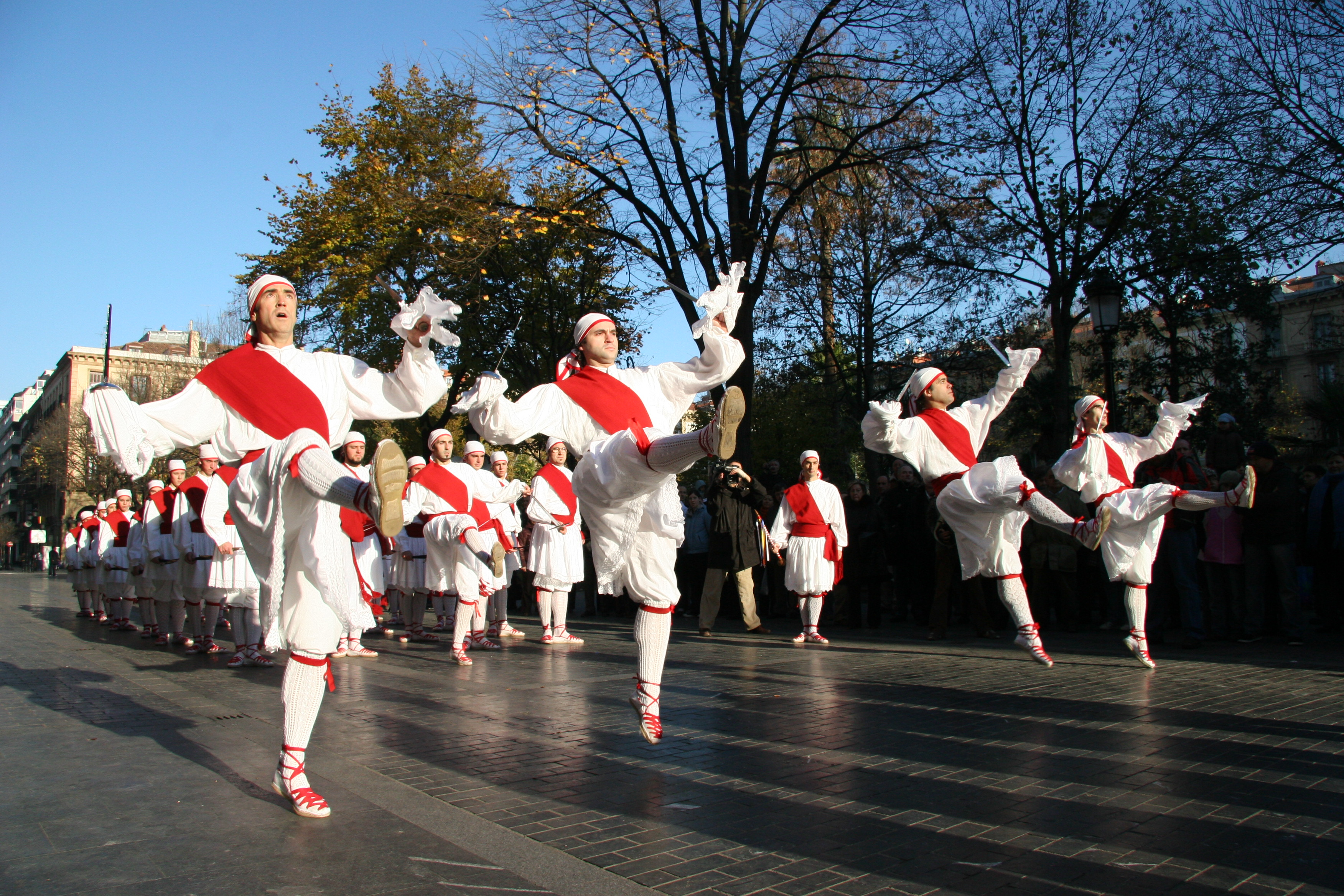

- Guipúzcoa

### France
En France, on retrouve une danse traditionnelle d’épées associée au quartier de Pont-de-Cervières, à Briançon, ancienne province du Dauphiné et dont l’origine remonte à plusieurs siècles. On la qualifie de Bacchu-ber. La première mention écrite relatant ce rite date de 1730. Elle s’exécute une fois par an le 16 août, jour de la Saint-Roch. En 2015, le ministère de la Culture a inscrit cette danse à l'Inventaire du patrimoine culturel immatériel en France.
On retrouve aussi une pratique de danse avec épée à Dunkerque qui est inscrit à l'inventaire du patrimoine culturel immatériel français depuis février 2021. Le plus ancien texte, en terre flamande, sur les danses et/ou jeux avec épées réalisés à des fins de spectacle est conservé aux archives de Bruges dans les comptes de la ville pour l'année 1389,,.

Danses de l'épée en France
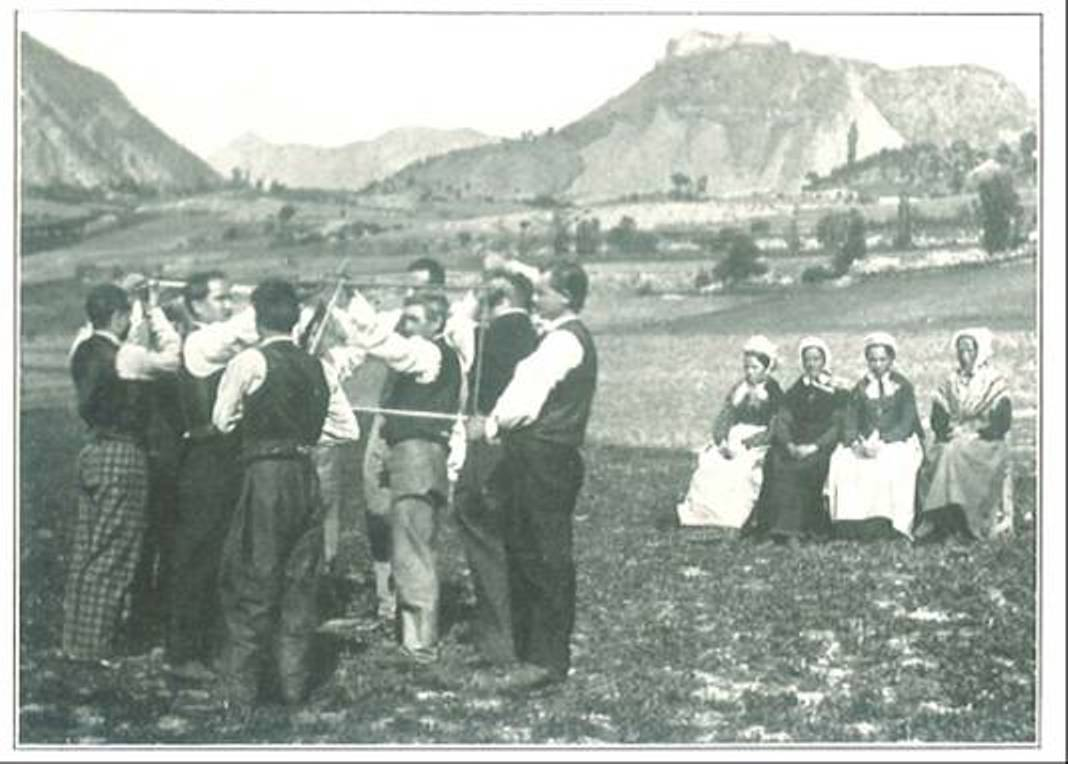
Bacchu-ber, 1877
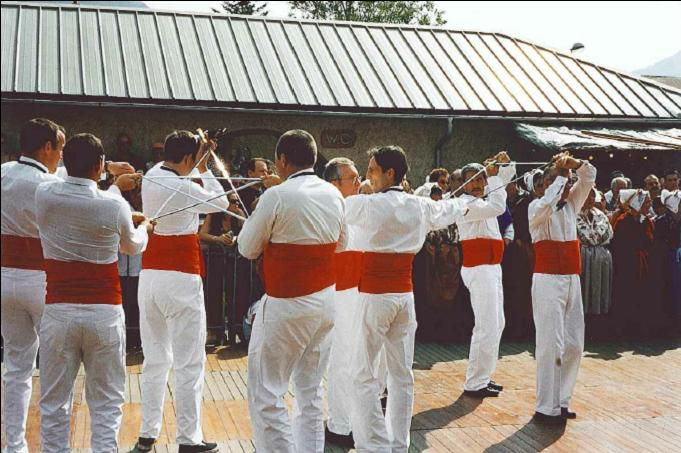
Bacchu-ber, 2003
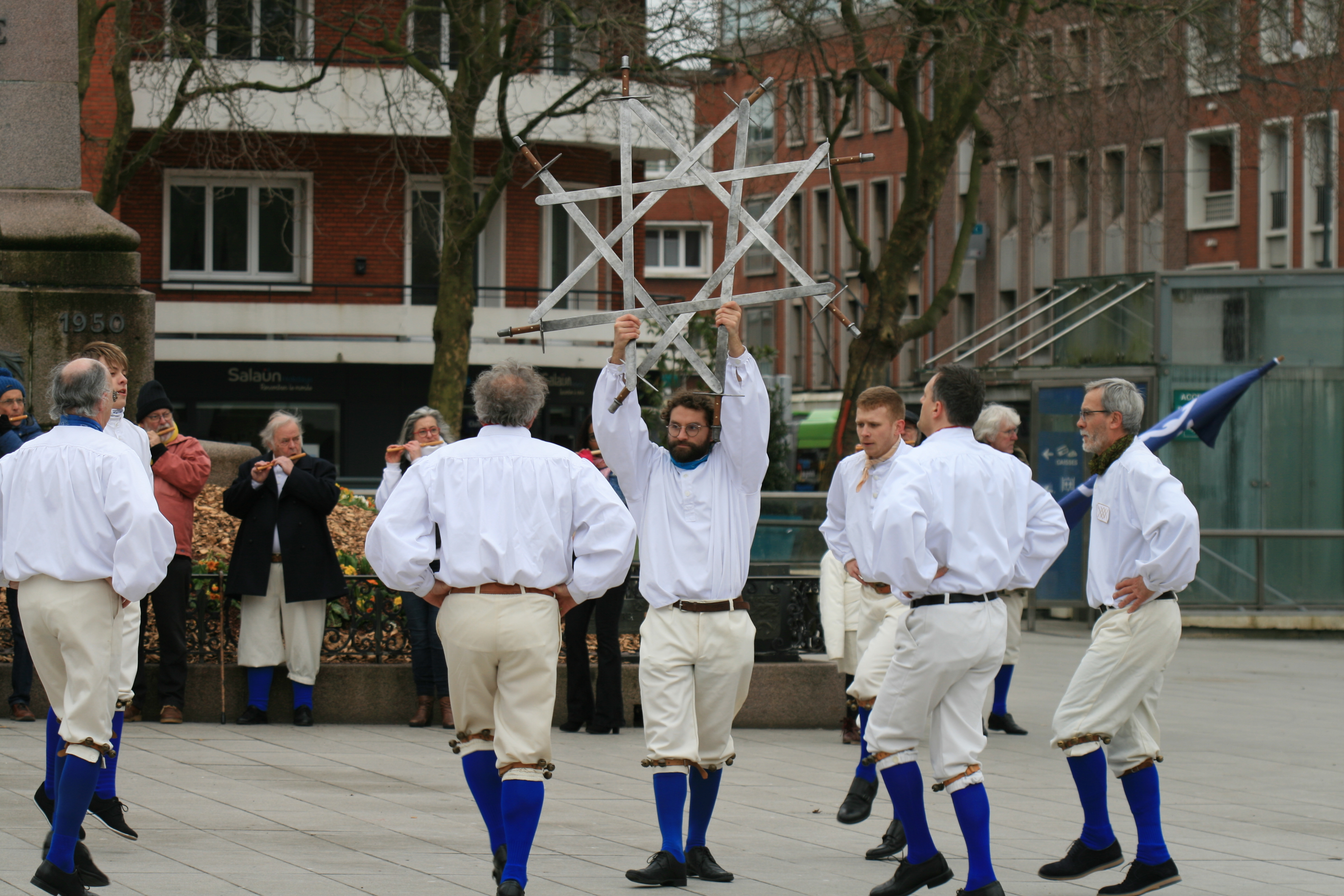
Danse d'épée à Dunkerque

### Grèce
- Pyrrhique